# ماریا ترن
ماریا ترن (انگلیسی: Maria Tran؛ زادهٔ ۳۰ ژانویه ۱۹۸۵)  هنرپیشه، کارگردان و تهیه‌کننده اهل استرالیا است. او بخاطر توسعه سبک ژانر اکشن هنرهای رزمی در استرالیا شناخته شده است. 
از فیلم‌ها یا برنامه‌های تلویزیونی که وی در آن نقش داشته‌است می‌توان به یاقوت‌های کبود اشاره کرد.